# Lillsaivis (sjö)
Lillsaivis är en sjö vid lappmarksgränsen i sydligaste delen av Gällivare kommun i Lappland som ingår i Kalixälvens huvudavrinningsområde. Sjön har en area på 0,541 kvadratkilometer och ligger 276 meter över havet.
Vid sjön finns gamla samiska offerplatser, vilka grävts ut av arkeologen Gustaf Hallström år 1915. Vid nordöstra stranden ligger byn Lillsaivis. Avvattning sker genom Saivisbäcken, som avrinner norrut vid byn Lillsaivis.

## Delavrinningsområde
Lillsaivis ingår i delavrinningsområde (738983-176965) som SMHI kallar för Utloppet av Lillsaivis. Medelhöjden är 321 meter över havet och ytan är 9,01 kvadratkilometer. Räknas de 2 avrinningsområdena uppströms in blir den ackumulerade arean 23,07 kvadratkilometer. Bönälven som avvattnar avrinningsområdet har biflödesordning 4, vilket innebär att vattnet flödar genom totalt 4 vattendrag innan det når havet efter 181 kilometer. Avrinningsområdet består mestadels av skog (73 procent) och sankmarker (13 procent). Avrinningsområdet har 0,59 kvadratkilometer vattenytor vilket ger det en sjöprocent på 6,5 procent.